# Charles Porter
Pour les articles homonymes, voir Porter.
Charles Michael Porter surnommé Chilla Porter, né le 11 janvier 1936 à Brisbane et mort le 16 août 2020, est un athlète australien, sauteur en hauteur.

## Biographie
Charles Porter a participé aux Jeux olympiques d'été de 1956 à Melbourne, remportant la médaille d'argent avec un saut de 2,10 mètres derrière l'Américain Charles Dumas. 
Il a remporté deux autres médailles d'argent aux jeux de l'Empire britannique et du Commonwealth de 1958 et de 1962, battu respectivement par Ernle Haisley et Percy Hobson.
Au niveau national, il a été champion d'Australie du saut en hauteur de 1955 à 1961.

## Palmarès

### Jeux olympiques d'été
- Jeux olympiques d'été de 1956 de Melbourne ( Australie)
  -  Médaille d'argent au saut en hauteur
- Jeux olympiques d'été de 1960 de Rome ( Italie)
  - éliminé en qualifications au saut en hauteur

### Jeux de l'Empire britannique et du Commonwealth
- Jeux de l'Empire britannique et du Commonwealth de 1958 à Cardiff ( Pays de Galles)
  -  Médaille d'argent au saut en hauteur
- Jeux de l'Empire britannique et du Commonwealth de 1962 à Perth ( Australie)
  -  Médaille d'argent au saut en hauteur